# Nemanja Maksimović
Nemanja Maksimović (în sârbă Немања Максимовић, pronunțat [němaɲa maksǐːmoʋitɕ]; n. 26 ianuarie 1995) este un fotbalist sârb, care joacă pe post de mijlocaș la Panathinaikos în Superliga Greacă. Pe plan internațional, are prezențe la națională pentru Serbia U19⁠(d), Serbia U20⁠(d), Serbia U21⁠(d) și Serbia.

## Clubul de carieră

### Cariera timpurie
Născut în Banja Koviljača, Maksimović a jucat pentru grupele de tineret de la Steaua Roșie din Belgrad până la U19, dar contractul i-a fost reziliat. După meciurile bune făcute la la Campionatul U19 UEFA 2013, el a semnat cu echipa slovenă Domžale. El și-a făcut debutul la profesioniști la 18 octombrie 2013, la vârsta de 18 ani, într-o remiză scor 2-2 cu Zavrč.

### Astana
La 7 februarie 2015, Maksimović a semnat un contract pe doi ani și jumătate cu FC Astana din Prima ligă din Kazahstan. La 27 august 2015, Maksimović a înscris golul egalizator împotriva lui APOEL în a doua manșă a play-off-ului UEFA Champions League 2015-2016, prin care Astana s-a calificat pentru prima dată în istorie în grupele Ligii Campionilor.

### Valencia
La 2 iulie 2017, Valencia a anunțat că Maksimovic a semnat un contract până în 2022. El și-a făcut debutul pentru club la 18 august, intrând în locul lui Carlos Soler într-o victorie scor 1-0 împotriva lui UD Las Palmas în La Liga.

### Getafe
La 16 iulie 2018, Maksimović a semnat cu Getafe până în 2024.

## Cariera internațională
Maksimović a jucat pentru echipa Serbiei U19 care a câștigat Campionatul European de juniori sub 19 ani al UEFA din 2013. El a fost numit în echipa U20 din Serbia pentru Campionatul Mondială FIFA 2015 din Noua Zeelandă, marcând golul prin care echipa sa a câștigat finala cu două minute înainte de expirarea timpului suplimentar, învingând-o în Brazilia cu 2-1 pentru prima prima dată de la obținerea independenței de către Serbia. Maksimović a debutat pentru Serbia pe 23 martie 2016, într-o înfrângere cu 1-0 cu Polonia. În mai 2018, el a fost numit în lotul lărgit al Serbiei pentru Campionatul Mondial din 2018 din Rusia, dar nu a fost păstrat pe lista finală.

## Statistici privind cariera

### Club
Până în 24 mai 2018
| Club          | Sezon         | Campionat               | Campionat | Campionat | Cupă națională | Cupă națională | Continental | Continental | Altele  | Altele | Total   | Total  |
| Club          | Sezon         | Divizie                 | Meciuri   | Goluri    | Meciuri        | Goluri         | Meciuri     | Goluri      | Meciuri | Goluri | Meciuri | Goluri |
| ------------- | ------------- | ----------------------- | --------- | --------- | -------------- | -------------- | ----------- | ----------- | ------- | ------ | ------- | ------ |
| Domžale       | 2013-2014     | 1. SNL                  | 11        | 0         | 0              | 0              | 0           | 0           | -       | -      | 11      | 0      |
| Domžale       | 2014-2015     | 1. SNL                  | 16        | 3         | 3              | 1              | -           | -           | -       | -      | 19      | 4      |
| Domžale       | Total         | Total                   | 27        | 3         | 3              | 1              | 0           | 0           | 0       | 0      | 30      | 4      |
| Astana        | 2015          | Superliga Kazahstanului | 23        | 6         | 3              | 0              | 11          | 1           | 1       | 0      | 38      | 7      |
| Astana        | 2016          | Superliga Kazahstanului | 31        | 3         | 1              | 0              | 10          | 2           | 1       | 0      | 43      | 5      |
| Astana        | 2017          | Superliga Kazahstanului | 0         | 0         | 0              | 0              | 0           | 0           | 0       | 0      | 0       | 0      |
| Astana        | Total         | Total                   | 54        | 9         | 4              | 0              | 21          | 3           | 2       | 0      | 81      | 12     |
| Valencia      | 2017-2018     | La Liga                 | 15        | 0         | 6              | 1              | -           | -           | -       | -      | 21      | 1      |
| Total carieră | Total carieră | Total carieră           | 96        | 12        | 13             | 2              | 21          | 3           | 2       | 0      | 132     | 17     |

### La națională
Până pe 25 martie 2019
| Echipa națională a Serbiei | Echipa națională a Serbiei | Echipa națională a Serbiei | Echipa națională a Serbiei |
| An                         | Meciuri                    | Goluri                     |                            |
| -------------------------- | -------------------------- | -------------------------- | -------------------------- |
| 2016                       | 3                          | 0                          |                            |
| 2017                       | 1                          | 0                          |                            |
| 2018                       | 7                          | 0                          |                            |
| 2019                       | 2                          | 0                          |                            |
| Total                      | 13                         | 0                          |                            |

## Titluri

### Club
Astana 
- Superliga Kazahstanului: 2015, 2016
- Supercupa Kazahstanului: 2015
- Cupa Kazahstanului: 2016

### Internațional
- Campionatul European sub 19 ani: 2013
- Cupampionatul Mondial FIFA U-20: 2015

### Decorații
- Medalia de merit (Republica Srpska)[13]